# Nordbahn (Österreich)
| ÖBB 1216 auf der Fahrt über die Thaya |                                                                        |                                                                                    |                                                                                    |
| |                                                                        |                                                                                    |                                                                                    |
| Streckennummer (ÖBB): | 114 01                                                                 |                                                                                    |                                                                                    |
| Kursbuchstrecke (ÖBB): | 901                                                                    |                                                                                    |                                                                                    |
| Streckenlänge: | 77,928 km                                                              |                                                                                    |                                                                                    |
| Spurweite: | 1435 mm (Normalspur)                                                   |                                                                                    |                                                                                    |
| Netzkategorie: | A                                                                      |                                                                                    |                                                                                    |
| Streckenklasse: | D4                                                                     |                                                                                    |                                                                                    |
| Stromsystem: | Wien–Staatsgrenze: 15 kV 16,7 Hz ~ Staatsgrenze–Břeclav: 25 kV 50 Hz ~ |                                                                                    |                                                                                    |
| Maximale Neigung: | 5 ‰                                                                    |                                                                                    |                                                                                    |
| Minimaler Radius: | 455 m                                                                  |                                                                                    |                                                                                    |
| Streckengeschwindigkeit: | 140 km/h                                                               |                                                                                    |                                                                                    |
| Zugbeeinflussung: | PZB ETCS Level 2 (km 10,8–76,1)                                        |                                                                                    |                                                                                    |
| Zweigleisigkeit: | durchgehend                                                            |                                                                                    |                                                                                    |
| |                                                                        |                                                                                    |                                                                                    |
| \| \| \| Verbindungsbahn von Matzleinsdorf \| \| \| \| \| Wien Praterstern (1883 bis 1945) \| \| \| \| -0,152 \| Wien Praterstern (seit 1959) \| Wien Praterstern (seit 1959) \| \| \| \| \| \| \| \| \| Wien Nordbahnhof \| \| \| \| \| Wien Nordbahnhof Frachtenbahnhof \| \| \| \| \| \| \| \| \| \| \| \| \| \| \| Russenschleife nach Wien Nordwestbahnhof \| \| \| \| \| nach Wien Donauuferbahnhof \| \| \| \| \| \| \| \| \| 1,170 \| Wien Traisengasse \| 168 m ü. A. \| \| \| \| \| \| \| \| 2,332 \| Wien Vorgartenstraße (außer Betrieb ab 16. Mai 1943, aufgelassen am 8. April 1945) \| Wien Vorgartenstraße (außer Betrieb ab 16. Mai 1943, aufgelassen am 8. April 1945) \| \| \| \| \| \| \| \| \| \| \| \| \| 2,707 \| Wien Handelskai eröffnet am 4. Mai 1996 Donauuferbahn \| 169 m ü. A. \| \| \| \| \| \| \| \| \| Nordbahnbrücke \| \| \| \| \| \| \| \| \| 3,705 \| Strandbäder (eröffnet am 16. April 1964, aufgelassen am 24. September 2000) \| 164 m ü. A. \| \| \| \| \| \| \| \| \| \| \| \| \| 4,760 \| Wien Floridsdorf (eröffnet 1961) \| 166 m ü. A. \| \| \| \| \| \| \| \| \| \| \| \| \| \| \| \| \| \| 5,387 \| Wien Floridsdorf (eröffnet am 19. November 1837, aufgelassen 1961) \| Wien Floridsdorf (eröffnet am 19. November 1837, aufgelassen 1961) \| \| \| \| \| \| \| \| \| Nordwestbahn nach Znojmo \| \| \| \| \| Anschlussbahn (Awanst) Shell-Tankstelle \| \| \| \| \| \| \| \| \| \| Floridsdorf-Frachtenbahnhof \| \| \| \| \| Floridsdorfer Hochbahn von Wien Jedlersdorf \| \| \| \| 6,950 \| Wien Siemensstraße \| 164 m ü. A. \| \| \| \| \| \| \| \| \| \| \| \| \| 9,201 \| Wien Leopoldau \| 163 m ü. A. \| \| \| \| \| \| \| \| \| Wien Süßenbrunn-West \| \| \| \| \| Laaer Ostbahn von Wien Hauptbahnhof \| \| \| \| \| Süßenbrunn Entseuchungsbahnhof \| \| \| \| \| Laaer Ostbahn nach Laa an der Thaya \| \| \| \| 12,000 \| Wien Süßenbrunn \| 162 m ü. A. \| \| \| \| \| \| \| \| 13,362 \| Süßenbrunn Haltestelle (aufgelassen am 15. Juli 1922) \| Süßenbrunn Haltestelle (aufgelassen am 15. Juli 1922) \| \| \| \| Landesgrenze Wien / Niederösterreich \| \| \| \| \| Rußbach \| \| \| \| 18,207 \| Deutsch Wagram \| 162 m ü. A. \| \| \| 20,770 \| Helmahof \| 164 m ü. A. \| \| \| 23,610 \| Strasshof Haltestelle \| 166 m ü. A. \| \| \| \| Strasshof Güterbahnhof \| \| \| \| \| zum Eisenbahnmuseum Strasshof \| \| \| \| 27,100 \| Silberwald \| 166 m ü. A. \| \| \| 31,313 \| Gänserndorf \| 161 m ü. A. \| \| \| \| nach Groß-Schweinbarth und Mistelbach \| \| \| \| \| nach Marchegg \| \| \| \| \| Weidenbach \| \| \| \| 33,510 \| Weikendorf-Dörfles \| 152 m ü. A. \| \| \| \| Feilbach \| \| \| \| ≈36,200 \| Tallesbrunn \| 155 m ü. A. \| \| \| 39,845 \| Angern \| 153 m ü. A. \| \| \| \| Ollersbach \| \| \| \| \| Anschluss Lagerhaus Angern \| \| \| \| 43,400 \| Stillfried \| 150 m ü. A. \| \| \| \| Sulzbach \| \| \| \| 50,218 \| Dürnkrut \| 150 m ü. A. \| \| \| 53,265 \| Jedenspeigen \| 152 m ü. A. \| \| \| 55,247 \| Sierndorf a.d. March \| 153 m ü. A. \| \| \| 58,527 \| Drösing \| 156 m ü. A. \| \| \| \| nach Zistersdorf \| \| \| \| \| von Korneuburg \| \| \| \| \| Anschluss an ABID AG \| \| \| \| 64,924 \| Hohenau \| 155 m ü. A. \| \| \| 70,995 \| Rabensburg \| 166 m ü. A. \| \| \| 73,926 \| Bernhardsthal Frachtenbahnhof \| 168 m ü. A. \| \| \| 75,197 \| Bernhardsthal \| 171 m ü. A. \| \| \| \| Bernhardsthaler Teich \| \| \| \| 77,993 \| Staatsgrenze Österreich/Tschechien \| Staatsgrenze Österreich/Tschechien \| \| \| \| (Systemtrennstelle 15 kV / 25 kV) \| \| \| \| \| Thaya-Entlastungskanal \| \| \| \| \| von Znojmo und von Lednice \| \| \| \| \| von (Bratislava–) Kúty (seit 1929) \| \| \| \| \| Thaya \| \| \| \| 83,182 \| Břeclav (Lundenburg) \| 162 m ü. A. \| \| \| \| nach Kúty (bis 1929) \| \| \| \| \| nach Brno \| \| \| \| \| nach Prerau und Krakau \| \| |                                                                        |                                                                                    |                                                                                    |
| |                                                                        | Verbindungsbahn von Matzleinsdorf                                                  |                                                                                    |
| Haltepunkt / Haltestelle |                                                                        | Wien Praterstern (1883 bis 1945)                                                   | Wien Praterstern (1883 bis 1945)                                                   |
| Strecke | -0,152                                                                 | Wien Praterstern (seit 1959)                                                       | Wien Praterstern (seit 1959)                                                       |
| |                                                                        |                                                                                    |                                                                                    |
| |                                                                        | Wien Nordbahnhof                                                                   |                                                                                    |
| Betriebs-/Güterbahnhof Streckenanfang · Strecke |                                                                        | Wien Nordbahnhof Frachtenbahnhof                                                   | Wien Nordbahnhof Frachtenbahnhof                                                   |
| Strecke |                                                                        |                                                                                    |                                                                                    |
| Strecke |                                                                        |                                                                                    |                                                                                    |
| Strecke · Strecke nach links |                                                                        | Russenschleife nach Wien Nordwestbahnhof                                           | Russenschleife nach Wien Nordwestbahnhof                                           |
| Abzweig geradeaus und nach rechts · Strecke |                                                                        | nach Wien Donauuferbahnhof                                                         | nach Wien Donauuferbahnhof                                                         |
| |                                                                        |                                                                                    |                                                                                    |
| Haltepunkt / Haltestelle | 1,170                                                                  | Wien Traisengasse                                                                  | 168 m ü. A.                                                                        |
| |                                                                        |                                                                                    |                                                                                    |
| ehemaliger Haltepunkt / Haltestelle | 2,332                                                                  | Wien Vorgartenstraße (außer Betrieb ab 16. Mai 1943, aufgelassen am 8. April 1945) | Wien Vorgartenstraße (außer Betrieb ab 16. Mai 1943, aufgelassen am 8. April 1945) |
| |                                                                        |                                                                                    |                                                                                    |
| |                                                                        |                                                                                    |                                                                                    |
| Turmhaltepunkt geradeaus oben | 2,707                                                                  | Wien Handelskai eröffnet am 4. Mai 1996 Donauuferbahn                              | 169 m ü. A.                                                                        |
| |                                                                        |                                                                                    |                                                                                    |
| Brücke über Wasserlauf |                                                                        | Nordbahnbrücke                                                                     | Nordbahnbrücke                                                                     |
| |                                                                        |                                                                                    |                                                                                    |
| ehemaliger Haltepunkt / Haltestelle | 3,705                                                                  | Strandbäder (eröffnet am 16. April 1964, aufgelassen am 24. September 2000)        | 164 m ü. A.                                                                        |
| |                                                                        |                                                                                    |                                                                                    |
| |                                                                        |                                                                                    |                                                                                    |
| Bahnhof | 4,760                                                                  | Wien Floridsdorf (eröffnet 1961)                                                   | 166 m ü. A.                                                                        |
| |                                                                        |                                                                                    |                                                                                    |
| |                                                                        |                                                                                    |                                                                                    |
| |                                                                        |                                                                                    |                                                                                    |
| Kopfbahnhof Streckenanfang · Bahnhof | 5,387                                                                  | Wien Floridsdorf (eröffnet am 19. November 1837, aufgelassen 1961)                 | Wien Floridsdorf (eröffnet am 19. November 1837, aufgelassen 1961)                 |
| |                                                                        |                                                                                    |                                                                                    |
| Strecke · Strecke · Strecke nach links |                                                                        | Nordwestbahn nach Znojmo                                                           | Nordwestbahn nach Znojmo                                                           |
| Abzweig geradeaus und nach rechts · Strecke |                                                                        | Anschlussbahn (Awanst) Shell-Tankstelle                                            | Anschlussbahn (Awanst) Shell-Tankstelle                                            |
| |                                                                        |                                                                                    |                                                                                    |
| Dienststation / Betriebs- oder Güterbahnhof |                                                                        | Floridsdorf-Frachtenbahnhof                                                        | Floridsdorf-Frachtenbahnhof                                                        |
| |                                                                        | Floridsdorfer Hochbahn von Wien Jedlersdorf                                        |                                                                                    |
| Haltepunkt / Haltestelle | 6,950                                                                  | Wien Siemensstraße                                                                 | 164 m ü. A.                                                                        |
| |                                                                        |                                                                                    |                                                                                    |
| |                                                                        |                                                                                    |                                                                                    |
| Bahnhof | 9,201                                                                  | Wien Leopoldau                                                                     | 163 m ü. A.                                                                        |
| |                                                                        |                                                                                    |                                                                                    |
| Strecke |                                                                        | Wien Süßenbrunn-West                                                               | Wien Süßenbrunn-West                                                               |
| Abzweig quer und von rechts |                                                                        | Laaer Ostbahn von Wien Hauptbahnhof                                                | Laaer Ostbahn von Wien Hauptbahnhof                                                |
| Dienststation / Betriebs- oder Güterbahnhof · Strecke |                                                                        | Süßenbrunn Entseuchungsbahnhof                                                     | Süßenbrunn Entseuchungsbahnhof                                                     |
| |                                                                        | Laaer Ostbahn nach Laa an der Thaya                                                |                                                                                    |
| Bahnhof | 12,000                                                                 | Wien Süßenbrunn                                                                    | 162 m ü. A.                                                                        |
| |                                                                        |                                                                                    |                                                                                    |
| ehemaliger Haltepunkt / Haltestelle | 13,362                                                                 | Süßenbrunn Haltestelle (aufgelassen am 15. Juli 1922)                              | Süßenbrunn Haltestelle (aufgelassen am 15. Juli 1922)                              |
| Grenze |                                                                        | Landesgrenze Wien / Niederösterreich                                               | Landesgrenze Wien / Niederösterreich                                               |
| Brücke über Wasserlauf |                                                                        | Rußbach                                                                            | Rußbach                                                                            |
| Bahnhof | 18,207                                                                 | Deutsch Wagram                                                                     | 162 m ü. A.                                                                        |
| Haltepunkt / Haltestelle | 20,770                                                                 | Helmahof                                                                           | 164 m ü. A.                                                                        |
| Haltepunkt / Haltestelle | 23,610                                                                 | Strasshof Haltestelle                                                              | 166 m ü. A.                                                                        |
| Dienststation / Betriebs- oder Güterbahnhof |                                                                        | Strasshof Güterbahnhof                                                             | Strasshof Güterbahnhof                                                             |
| Abzweig geradeaus und nach rechts |                                                                        | zum Eisenbahnmuseum Strasshof                                                      | zum Eisenbahnmuseum Strasshof                                                      |
| Haltepunkt / Haltestelle | 27,100                                                                 | Silberwald                                                                         | 166 m ü. A.                                                                        |
| Bahnhof | 31,313                                                                 | Gänserndorf                                                                        | 161 m ü. A.                                                                        |
| Abzweig geradeaus und nach links |                                                                        | nach Groß-Schweinbarth und Mistelbach                                              | nach Groß-Schweinbarth und Mistelbach                                              |
| Abzweig geradeaus und nach rechts |                                                                        | nach Marchegg                                                                      | nach Marchegg                                                                      |
| Brücke über Wasserlauf |                                                                        | Weidenbach                                                                         | Weidenbach                                                                         |
| Haltepunkt / Haltestelle | 33,510                                                                 | Weikendorf-Dörfles                                                                 | 152 m ü. A.                                                                        |
| Brücke über Wasserlauf |                                                                        | Feilbach                                                                           | Feilbach                                                                           |
| Haltepunkt / Haltestelle | ≈36,200                                                                | Tallesbrunn                                                                        | 155 m ü. A.                                                                        |
| Bahnhof | 39,845                                                                 | Angern                                                                             | 153 m ü. A.                                                                        |
| Brücke über Wasserlauf |                                                                        | Ollersbach                                                                         | Ollersbach                                                                         |
| Abzweig geradeaus und nach rechts |                                                                        | Anschluss Lagerhaus Angern                                                         | Anschluss Lagerhaus Angern                                                         |
| Haltepunkt / Haltestelle | 43,400                                                                 | Stillfried                                                                         | 150 m ü. A.                                                                        |
| Brücke über Wasserlauf |                                                                        | Sulzbach                                                                           | Sulzbach                                                                           |
| Bahnhof | 50,218                                                                 | Dürnkrut                                                                           | 150 m ü. A.                                                                        |
| Haltepunkt / Haltestelle | 53,265                                                                 | Jedenspeigen                                                                       | 152 m ü. A.                                                                        |
| Haltepunkt / Haltestelle | 55,247                                                                 | Sierndorf a.d. March                                                               | 153 m ü. A.                                                                        |
| Bahnhof | 58,527                                                                 | Drösing                                                                            | 156 m ü. A.                                                                        |
| Abzweig geradeaus und nach links |                                                                        | nach Zistersdorf                                                                   | nach Zistersdorf                                                                   |
| Abzweig geradeaus und von links |                                                                        | von Korneuburg                                                                     | von Korneuburg                                                                     |
| Abzweig geradeaus und nach rechts |                                                                        | Anschluss an ABID AG                                                               | Anschluss an ABID AG                                                               |
| Bahnhof | 64,924                                                                 | Hohenau                                                                            | 155 m ü. A.                                                                        |
| Haltepunkt / Haltestelle | 70,995                                                                 | Rabensburg                                                                         | 166 m ü. A.                                                                        |
| Dienststation / Betriebs- oder Güterbahnhof | 73,926                                                                 | Bernhardsthal Frachtenbahnhof                                                      | 168 m ü. A.                                                                        |
| Haltepunkt / Haltestelle | 75,197                                                                 | Bernhardsthal                                                                      | 171 m ü. A.                                                                        |
| Brücke über Wasserlauf |                                                                        | Bernhardsthaler Teich                                                              | Bernhardsthaler Teich                                                              |
| Grenze | 77,993                                                                 | Staatsgrenze Österreich/Tschechien                                                 | Staatsgrenze Österreich/Tschechien                                                 |
| Strecke |                                                                        | (Systemtrennstelle 15 kV / 25 kV)                                                  | (Systemtrennstelle 15 kV / 25 kV)                                                  |
| Brücke über Wasserlauf |                                                                        | Thaya-Entlastungskanal                                                             | Thaya-Entlastungskanal                                                             |
| Abzweig geradeaus und von links |                                                                        | von Znojmo und von Lednice                                                         | von Znojmo und von Lednice                                                         |
| Abzweig geradeaus und von rechts |                                                                        | von (Bratislava–) Kúty (seit 1929)                                                 | von (Bratislava–) Kúty (seit 1929)                                                 |
| Brücke über Wasserlauf |                                                                        | Thaya                                                                              | Thaya                                                                              |
| Bahnhof | 83,182                                                                 | Břeclav (Lundenburg)                                                               | 162 m ü. A.                                                                        |
| Abzweig geradeaus und ehemals nach rechts |                                                                        | nach Kúty (bis 1929)                                                               | nach Kúty (bis 1929)                                                               |
| Abzweig geradeaus und nach links |                                                                        | nach Brno                                                                          | nach Brno                                                                          |
| Strecke |                                                                        | nach Prerau und Krakau                                                             | nach Prerau und Krakau                                                             |

Die Nordbahn ist eine zweigleisige, elektrifizierte Hauptbahn in Österreich, die Wien vom Bahnhof Wien Praterstern ausgehend in Richtung Mähren (Tschechien) verlässt. Sie wurde von den 1830er Jahren an als erste Dampfeisenbahn im Kaisertum Österreich von der Aktiengesellschaft der Kaiser-Ferdinands-Nordbahn (KFNB) als Teil der Verbindung Wien–Krakau erbaut und betrieben und wurde 1906 verstaatlicht. Heute ist die Strecke Teil des transeuropäischen Verkehrskorridors „Ostsee–Adria“ (ehemals PAN-Korridor IV und PP 22) und wird von Fernzügen Richtung Tschechien, Polen und Deutschland benutzt.

## Geschichte

### 1906 bis heute

#### Verstaatlichung
Um die Jahrhundertwende war man nun auch ernsthaft bestrebt, die wichtigen Eisenbahnlinien der österreichischen Reichshälfte unter eine einheitliche Verwaltung zu bringen. … 1905 verdichteten sich diesbezüglich Gerüchte … (Heinersdorff). Über das Thema fand eine heftige Mediendebatte statt.

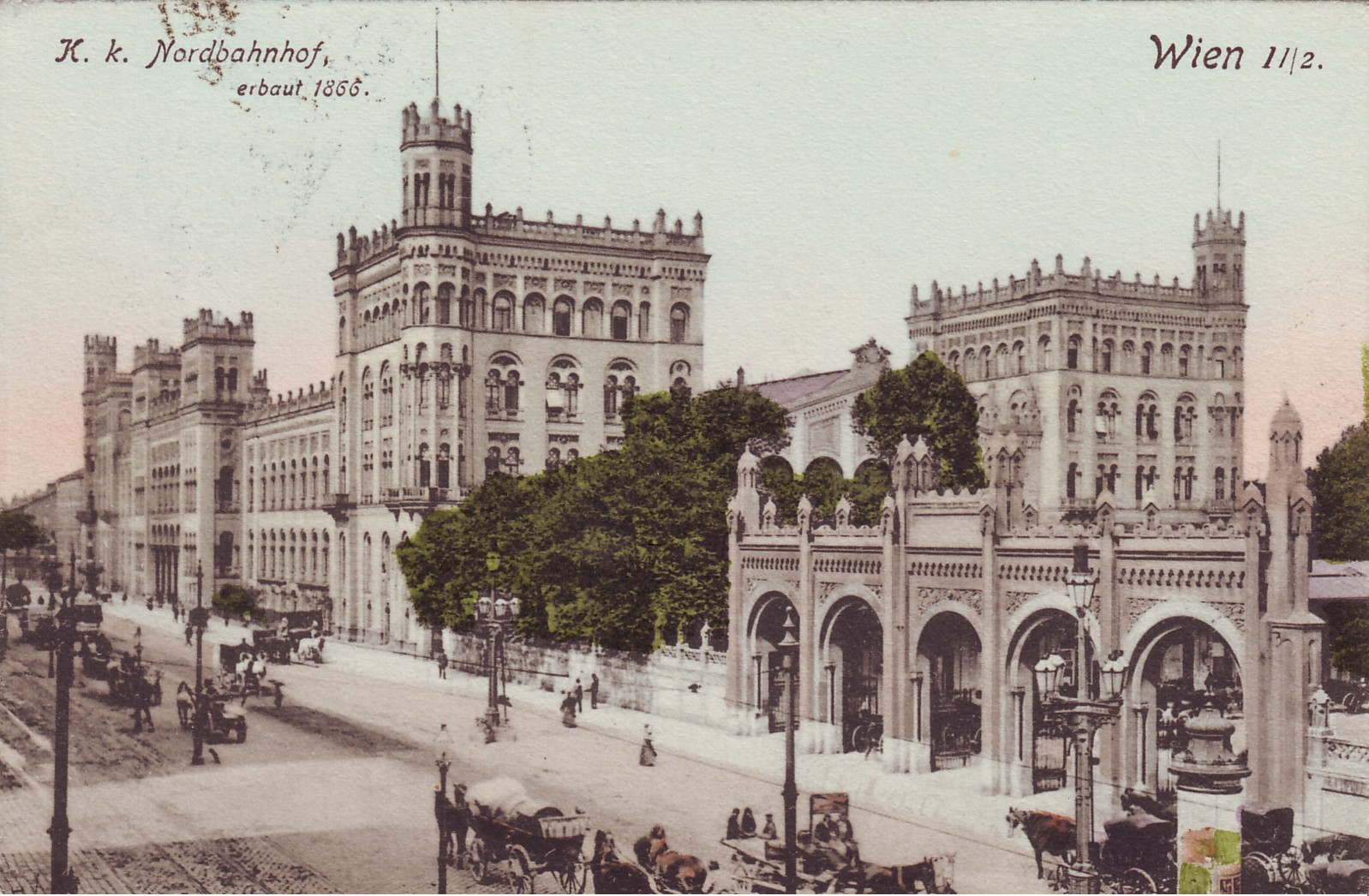
Der Wiener Nordbahnhof 1908

Die Nordbahn wurde mit einem vom Reichsrat, dem Parlament der österreichischen Reichshälfte, am 31. Oktober 1906 beschlossenen Gesetz rückwirkend per 1. Jänner 1906 verstaatlicht. Das Gesetz hatte Eisenbahnminister Julius Derschatta von Standhalt eingebracht, der als Nachfolger Heinrich von Witteks (Minister bis 1. Mai 1905) und Ludwig Wrbas seit 2. Juni 1906 amtierte. Mit dem Betriebsübergang am 1. Jänner 1907 wurde die Nordbahn Teil der k.k. Staatsbahnen (siehe auch: Geschichte der Eisenbahn in Österreich, Verstaatlichung).
Von November 1918 an wurde die Nordbahn von den Österreichischen Staatsbahnen (ÖStB), ab 1923 von den Bundesbahnen Österreich (BBÖ), 1938–1945 von der Deutschen Reichsbahn und seit 1947 von den neu gegründeten staatseigenen Österreichischen Bundesbahnen (ÖBB) in deren jeweiliger Rechtsform betrieben.

#### Projekt Verschiebebahnhof Breitenlee
1912–1914 plante die Staatsbahngesellschaft, zwischen der Nordbahn und dem Marchegger Ast der Ostbahn einen großen Verschiebebahnhof Breitenlee zu errichten. Die Realisierung wurde durch den Beginn des Ersten Weltkriegs verzögert und schließlich unter Einsatz von Kriegsgefangenen begonnen. In der Zwischenkriegszeit wurde das Projekt nicht weiter verfolgt; die vorhandenen Gleise wurden, soweit sie nicht demontiert wurden, bis in die Zeit nach dem Zweiten Weltkrieg zum Abstellen von nicht mehr benötigten Schienenfahrzeugen verwendet. Heute ist nur mehr ein kleiner Rest der Gleisanlagen befahrbar; die 1922 dreigleisige Ausfahrt zur Ostbahn war um 1960 auf dem Stadtplan nicht mehr verzeichnet. Die verwilderte Industriebrache soll ab 2025 renaturiert werden.

#### Verkehr im Ersten Weltkrieg
Österreich-Ungarn stand 1914–1917 im Krieg mit Russland. In Galizien verlief eine stark umkämpfte Front. Die Nordbahn musste bis 1918 viele Militärtransporte an die Ostfront des Ersten Weltkriegs bewältigen.

#### Zerfall Altösterreichs
Mit dem Zerfall Altösterreichs (Gründung der Tschechoslowakischen Republik am 28. und des Staates Deutschösterreich am 30. Oktober 1918, definitive Festlegung der Nordgrenze der Republik Österreich im am 10. September 1919 unterzeichneten Friedensvertrag von St. Germain) ging auf der Nordbahn viel Verkehr verloren, war sie doch bis 1918 die Direktverbindung des altösterreichischen Zentralraums mit den Kronländern Galizien und Bukowina mit den Städten Krakau, Lemberg und Czernowitz gewesen. Galizien schloss sich 1918 dem neuen polnischen Staat an; die Bukowina wurde von Rumänien annektiert. Dadurch gingen der Güterverkehr und der Personenfernverkehr auf der Nordbahn zurück. Der Verkehr zwischen Österreich und der Tschechoslowakei blieb bestehen, da weiterhin starke wirtschaftliche und verwandtschaftliche Beziehungen bestanden.

#### Knotenpunkt Lundenburg wird Ausland
1918 verkürzte sich die von Österreich verwaltete Bahnstrecke auf den Abschnitt von Wien bis zur Staatsgrenze nördlich der Station Bernhardsthal. Der Bahnknotenpunkt Lundenburg (Břeclav), wo sich die Strecken nach Brünn bzw. Krakau gabelten, diverse Heizhäuser und Drehscheiben vorhanden waren und nun die Passkontrollen stattfanden, befand sich nun in der Tschechoslowakei (tschechischer Landesteil). 

#### Projekt Güterbahnhof Strasshof
In der NS-Zeit sollte der Bahnhof Strasshof zwischen Deutsch-Wagram und Gänserndorf wegen des stark gestiegenen Verkehrs ausgebaut werden. Der Bau wurde aber erst 1944 begonnen, sodass die geplante Anlage dem kriegsbedingten Verkehr nicht mehr dienen konnte. Heute befindet sich hier das Eisenbahnmuseum Strasshof.

#### Nach dem Zweiten Weltkrieg
1945 ging vor dem neuen Ostblock der Eiserne Vorhang nieder. Niederösterreich wurde bis 1955 sowjetische Besatzungszone. Der Verkehr auf der österreichischen Nordbahn wurde dadurch stark reduziert. Wie stark die Bahn in ihrer Bedeutung im Verständnis der damaligen Österreicher reduziert war, zeigte sich daran, dass an die Wiederherstellung des 1945 im Krieg stark beschädigten Wiener Nordbahnhofs nicht gedacht wurde; die (wieder aufbaubare) Ruine des mächtigen Gebäudes wurde 1965 abgetragen.

#### Bahnhof Praterstern, S-Bahn-Verkehr
Vorerst konnten die Gleisanlagen beim Nordbahnhof nach dem Krieg nur erschwert benützt werden, weil die Nordbahnbrücke über die Donau im April 1945 zerstört worden war und erst ab 1957 wieder befahrbar war. In der Zwischenzeit wurden Nordbahnzüge über die so genannte Russenschleife auf die Nordwestbahn geleitet, deren Donaubrücke benützbar war.
Die Erneuerung der Zufahrt zur Brücke vom Nordbahnhof aus dauerte bis 1959, da praktisch auch alle anderen Brücken, vor allem über die Straßen in der Brigittenau, neu gebaut werden mussten. Im Zuge dieser Arbeiten wurde zwischen Praterstern und Floridsdorf die neue Haltestelle Wien Traisengasse errichtet, die in den ersten Planungen noch nicht vorhanden war, deren Bau sich aber als dringend erwies.
Die Entfernung kriegsbeschädigter Häuser in Floridsdorf ermöglichte die Schaffung des späteren Franz-Jonas-Platzes, der Bahnhof Wien Floridsdorf wurde etwa 400 Meter stadteinwärts dorthin verlegt. Die Straßenbahnlinien wurden schon ab 4. Juni 1961 von der Floridsdorfer Hauptstraße in die parallel verlaufende Schöpfleuthnergasse verlegt, damit sie vor das Bahnhofsgebäude führten. Der Platz entwickelte sich in der Folge zum Bezirkszentrum.
Für den geplanten Schnellbahnverkehr auf der Nordbahn bis Gänserndorf wurde bis 1959 auf dem neben dem Nordbahngelände gelegenen Praterstern, einem der wichtigsten Verkehrsknotenpunkte Wiens, der Bahnhof Wien Praterstern in der Mitte des durch einen Kreisverkehr stark erweiterten Platzes neu angelegt. Mit der Eröffnung dieses Bahnhofs, der den Nordbahnhof und die frühere Haltestelle Praterstern ersetzen sollte, am 1. Juni 1959 wurde hier auch der Schnellbahn-Teilbetrieb Floridsdorf–Hauptzollamt aufgenommen, am 17. Jänner 1962 folgte die Aufnahme des kompletten Betriebs der Schnellbahn-Stammstrecke Floridsdorf–Meidling, für den gebaut worden war.
Seit 1. Juni 1959 verkehren auch die Züge der Nordwestbahn vom Praterstern bis Floridsdorf über die Nordbahn, da der Wiener Nordwestbahnhof mit 31. Mai 1959 als Personenbahnhof stillgelegt und in der Folge die Nordwestbahnbrücke zur Nordbrücke umgebaut wurde.

#### Verknüpfung von Nordbahn und S-Bahn mit der U-Bahn
Am 28. Februar 1981 wurde, teilweise unter dem Bahnhof Wien Praterstern, die U-Bahn-Station Praterstern der Linie U1 eröffnet. 1996 wurde neben dem Bahnhof Wien Floridsdorf die U-Bahn-Station Floridsdorf als nördliche Endstation der Linie U6 eröffnet. Die zweite Verknüpfung der Nordbahn mit der U6 besteht seit 1996 in der Verkehrsstation Wien Handelskai, wo sich seit damals auch die nördliche Endstation der S-Bahn-Linie S45 befindet, die großteils über die Vorortelinie in den Westen Wiens führt. Am 2. September 2006 wurde neben dem Bahnhof Wien Leopoldau die U-Bahn-Station Leopoldau als neue nördliche Endstation der Linie U1 in Betrieb genommen. Seither sind die Nordbahn und die auf ihr verkehrenden S-Bahn-Linien auf Wiener Gebiet an vier Stationen mit dem U-Bahn-Netz verbunden.
Die Verknüpfungen von Regional- und Lokalverkehr haben zu beträchtlicher Frequenzerhöhung der Stationen geführt. Bis 1996 wurde daher der Bahnhof Floridsdorf komplett erneuert, 2004–2008 der Bahnhof Wien Praterstern, der jetzt auch für Züge des Fernverkehrs geeignet ist.

#### Anbindung des nördlichen Astes der Ostbahn
Der über Laa an der Thaya (Grenzstation) Richtung Brünn, Mähren, verlaufende nördliche Ast der österreichischen Ostbahn wurde traditionell vom Wiener Ostbahnhof, zuletzt vom Südbahnhof (Ostseite) aus, betrieben. Der Ostbahnast kreuzt die Nordbahn zwischen den Wiener Stationen Leopoldau und Süßenbrunn. Da die so genannte Wiener S-Bahn-Stammstrecke wesentlich besser an den öffentlichen Lokalverkehr angebunden war als der Südbahnhof, entschloss man sich dazu, den S-Bahn-Verkehr Richtung Laa an der Thaya über die Stammstrecke zu führen, von der ein Gleisbogen zwischen den genannten Stationen zur Laaer Ostbahn führt. Der Betrieb bis Mistelbach wurde am 25. September 1983 aufgenommen, bis Laa an der Thaya am 10. Dezember 2006. Hier verkehrt nun die S-Bahn-Linie S2.

#### Fernverkehr
Fernzüge der Nordbahn wurden nach 1945 (wie Fernzüge der Laaer Ostbahn) über die Stadlauer Brücke zumeist zum Südbahnhof (Ostseite) geführt und fahren seit 2013 stattdessen den neuen Hauptbahnhof an (siehe Abschnitt Betrieb), der beim Südtiroler Platz gebaut wurde.

#### Wegfall der Grenzkontrollen
Tschechien wurde am 1. Mai 2004 Mitglied der Europäischen Union. Damit fielen die Zollkontrollen an Österreichs Nordgrenze weg. Am 21. Dezember 2007 trat Tschechiens Beitritt zum Schengener Abkommen in Kraft; damit fielen in den grenzüberschreitenden Nordbahnzügen auch die Personenkontrollen (Passkontrollen) weg.

#### Wasserturm
Ein baulicher Rest des alten Nordbahnhofs ist der historische Wasserturm. Der etwa würfelförmige Ziegelbau mit Pyramidendach steht unter Denkmalschutz. Bei einer Besichtigung am 20. November 2013 war zu sehen, dass er keinen Wasserhochbehälter mehr aufweist. Er ist neben der Eisenbahnbrücke im Bereich Leystraße das älteste noch erhaltene Bauwerk des Nordbahnhofs und erhielt 2012 einen neuen Dachstuhl.
Neben dem Wasserturm liegt eine ehemalige Lagerhalle aus den 1960er-Jahren, die Nordbahnhalle. Diese Halle wurde 2017–2019 als Zwischennutzung für Veranstaltungen adaptiert. Diskutiert wurden die dauerhafte Nutzung für Kulturveranstaltungen, es bildeten sich Initiativen gegen den geplanten Abriss. Am 10. November 2019 brach im Inneren ein Großfeuer aus, das die Halle deutlich beschädigte. Ein Übergreifen auf den Wasserturm konnte verhindert werden. Die alte Halle wurde in der Folge abgerissen.

## Strecke
Die Strecke der österreichischen Nordbahn führt vom Wiener Nordbahnhof nordwärts, dann nordostwärts, und überquert die seit 1875 regulierte Donau und die 1988 fertiggestellte Neue Donau auf der Nordbahnbrücke. Am nördlichen Ende der Alten Donau mit der 2004 aufgelassenen Haltestelle Strandbäder vorbei, führt sie nun zum Bahnhof Wien Floridsdorf, von dessen Vorgängerbau aus 1837 die erste Dampfeisenbahn Österreichs nach Deutsch-Wagram fuhr. In Floridsdorf zweigt nach Nordnordwest die Nordwestbahn nach Stockerau, Hollabrunn, Retz und Znaim ab.
Durch das Floridsdorfer Industriegebiet führt die Nordbahn dann, weiterhin etwa Richtung Nordosten bzw. Ostnordost, schnurgerade durch das Marchfeld, wobei nach dem Bahnhof Wien Leopoldau eine Abzweigung zur Laaer Ostbahn besteht (die annähernd nordwärts über Mistelbach zur Grenzstation Laa an der Thaya führte und nach Streckenunterbrechung ab Hevlín weiter in Richtung Brünn führt.) Bei Gänserndorf, lange Zeit nördlicher Endpunkt des S-Bahn-Verkehrs auf der Nordbahn, zweigt von dieser die Bahnstrecke Gänserndorf–Marchegg(–Pressburg) ab.
Bei Angern biegt die Nordbahnstrecke nach Norden und führt dann, in geringem Abstand vom rechten Ufer des österreichisch-slowakischen Grenzflusses March entlang, über Drösing und Hohenau zur österreichischen Nordgrenze bei Bernhardsthal. Der nächste Bahnknotenpunkt wird 8 km nördlich von Bernhardsthal in Lundenburg (Břeclav) in Tschechien erreicht.
Da die Streckenführung bis auf wenige weite Bögen gerade ist, wurden in den 1990er Jahren im Abschnitt Wien–Hohenau Schnellfahrversuche mit der Lokomotive 1044.501 durchgeführt. Seit Ende 2013 ist der Abschnitt Drösing–Stillfried Richtung Wien als erster Abschnitt der Nordbahn mit 140 km/h befahrbar, in der Gegenrichtung sind weiterhin nur 120 km/h erlaubt. Seit Anfang 2022 wird die Nordbahnstrecke zwischen Wien Süßenbrunn und Bernhardsthal (Staatsgrenze) einer umfassenden Erneuerung unterzogen und für eine Höchstgeschwindigkeit von 160 km/h ausgerüstet.
Bis Dezember 2012 wurde die Haltestelle Strasshof erneuert. Das Aufnahmsgebäude wurde neu gebaut, die Bahnsteige samt Aufgängen wurden erneuert.
Seit Oktober 2014 ist zwischen Wien Süßenbrunn und Bernhardsthal das Zugbeeinflussungssystem ETCS Level 2 in Betrieb.

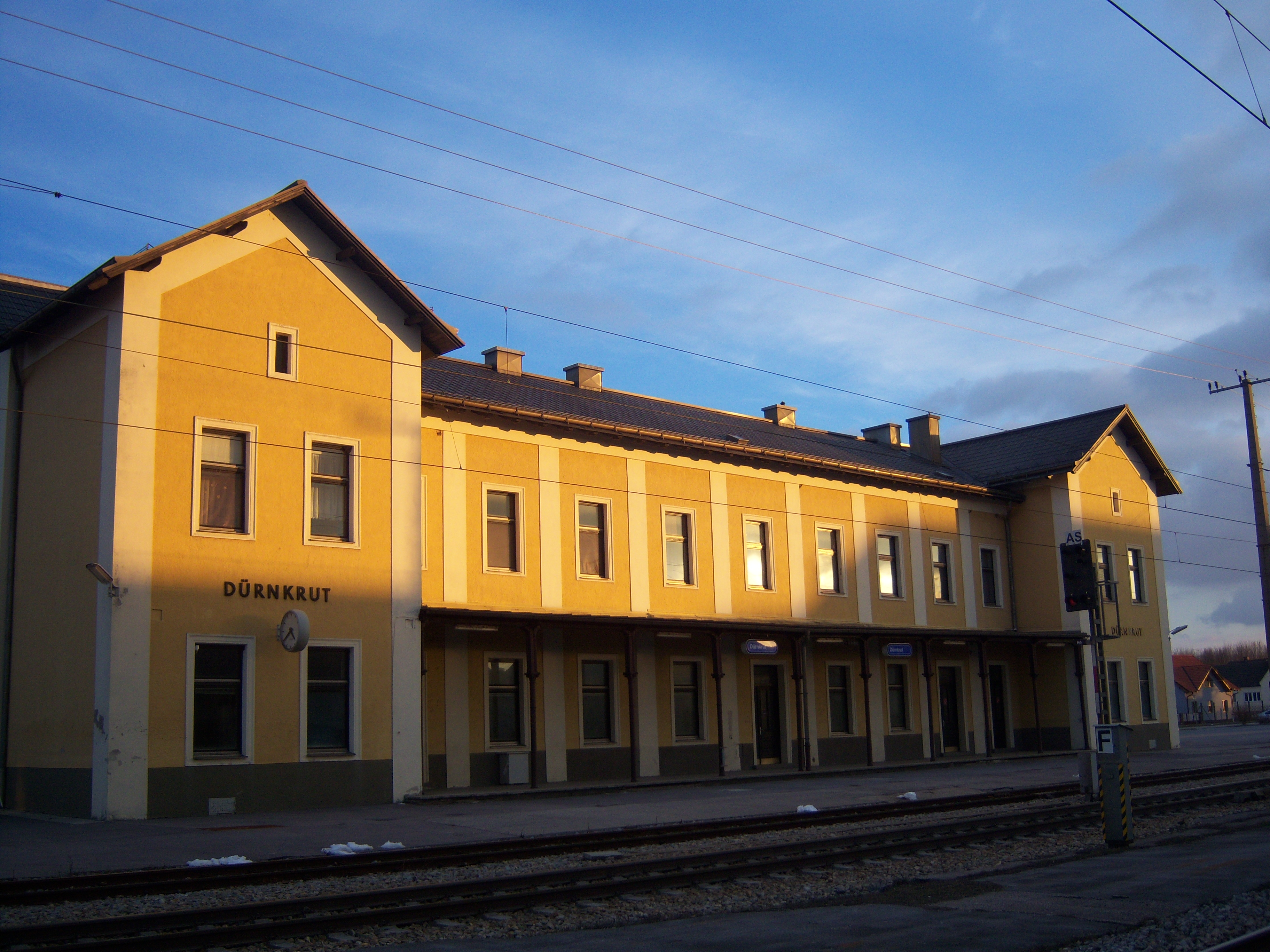
Bahnhof Dürnkrut
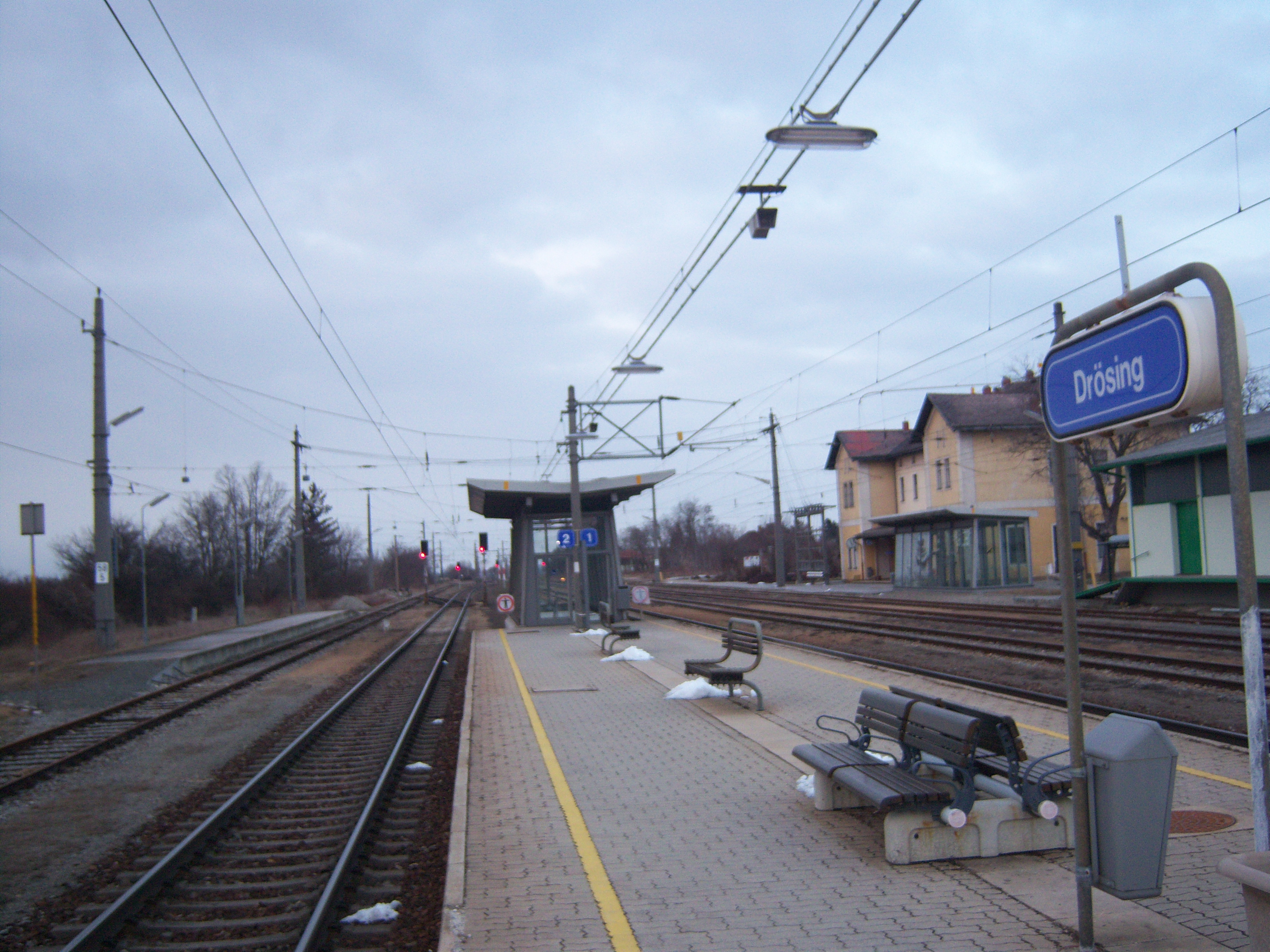
Bahnhof Drösing
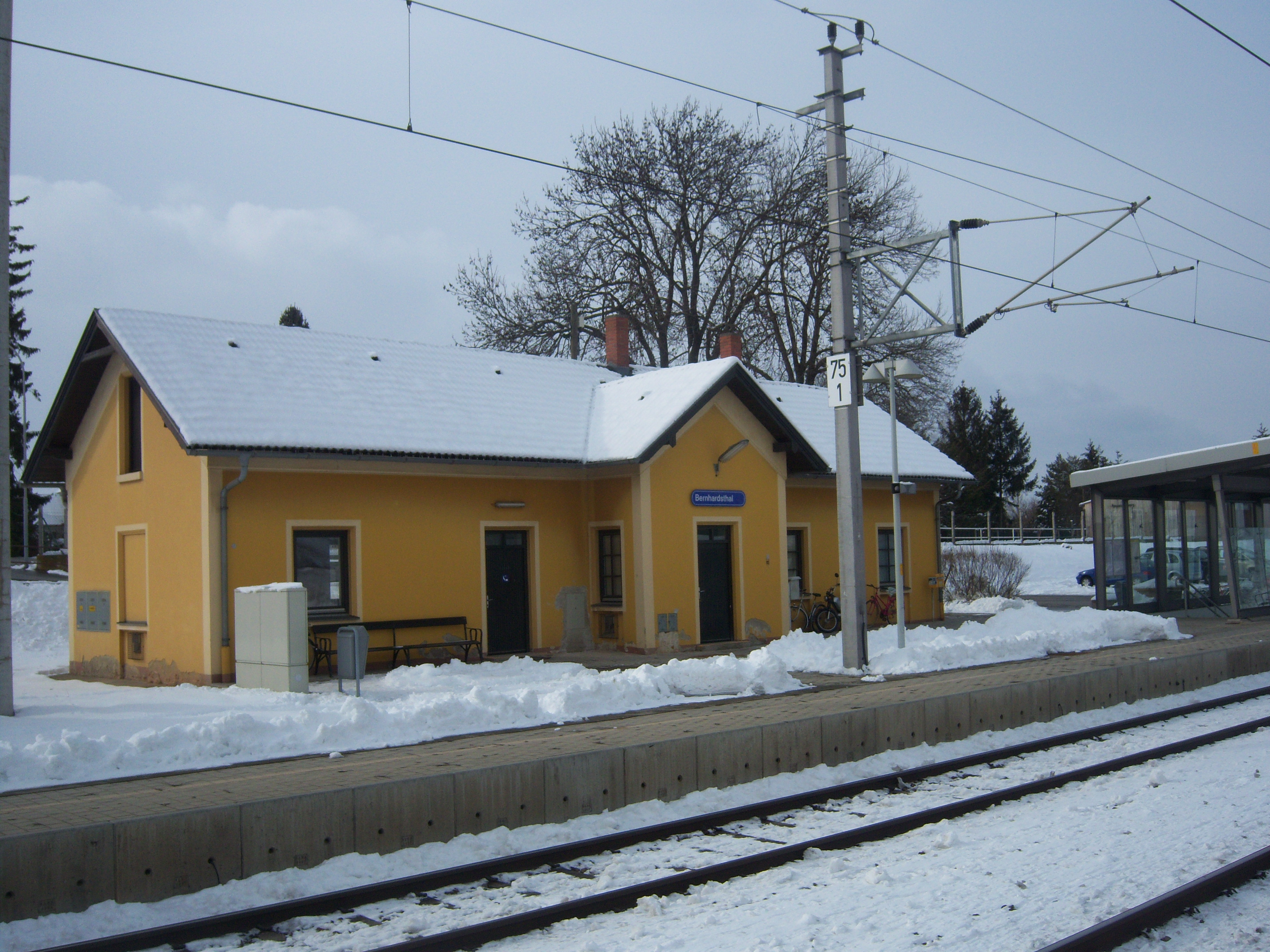
Letzte Station in Österreich: Bernhardsthal
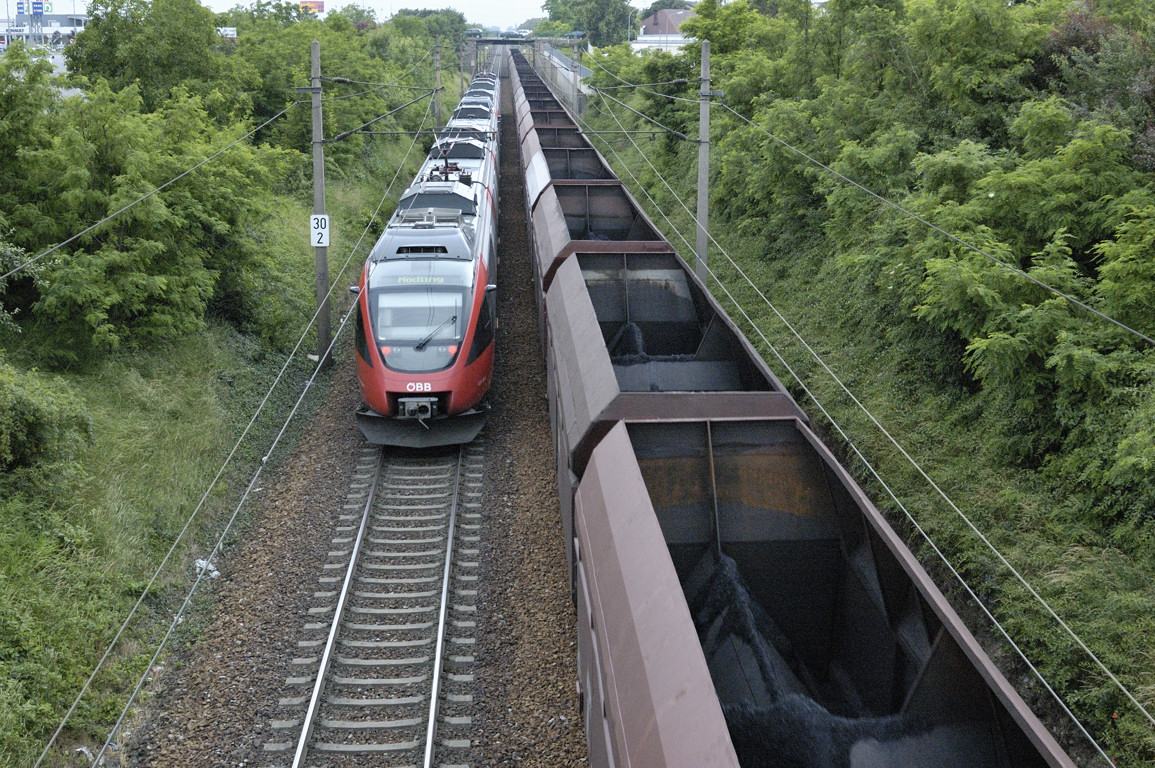
Nordbahn in Gänserndorf
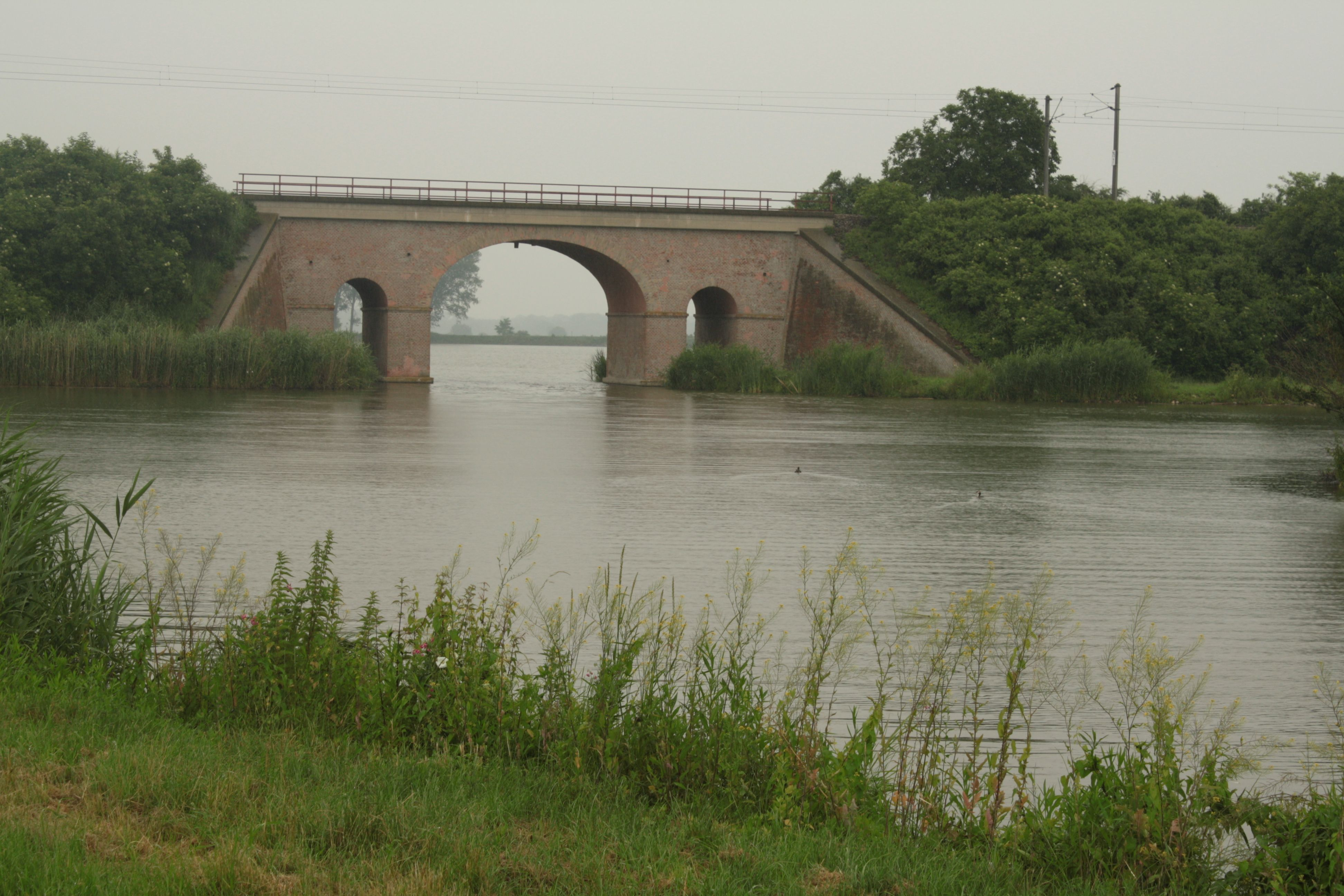
Viadukt von Ghega im Bernhardsthaler Teich

## Ausbau (Planung und Umsetzung)
Die Nordbahn, Bestandteil des TEN-T-Kernnetzes und des Baltisch-Adriatischen Verkehrskorridors, ist Teil des Projekts Via Vindobona, einer geplanten Hochgeschwindigkeitsverbindung zwischen Berlin, Prag und Wien, welche die Fahrzeit von Berlin nach Wien auf rund vier Stunden verkürzen soll.
Seit Anfang 2022 wird die Nordbahn zwischen Wien Süßenbrunn und Bernhardsthal bzw. der Staatsgrenze bei Břeclav modernisiert und ausgebaut. Für die Bahnkunden ergeben sich neben der Modernisierung und dem barrierefreien Zugang der 17 Bahnhöfe und Haltestellen weitere Vorteile durch die mögliche Fahrzeitverkürzung und eine Steigerung der Streckenkapazität, die auch im ÖPNV zu einem verbesserten Angebot führen kann. Ein Zuwachs an Sicherheit im Bahnbetrieb wird durch die künftige Niveaufreiheit der Bahnstrecke durch die Beseitigung aller 18 Eisenbahnkreuzungen erreicht. Die umfassende Erneuerung der rund 66 Kilometer langen Strecke erfolgt unter laufendem Bahnbetrieb und wird in zwei Abschnitten vollzogen:

### Abschnitt Süd
Der Südabschnitt reicht von Wien Süßenbrunn bis Gänserndorf. Die Bau- und Errichtungsarbeiten sind seit Anfang 2022 in Gang und sollen bis Ende 2026 abgeschlossen werden. Vorrangig sollen die Intervalle der S-Bahn-Linie 1 verkürzt und die Taktfrequenz in Schwerlastzeiten erhöht werden können. Die Höchstgeschwindigkeit im Streckenabschnitt soll auf 160 km/h angehoben werden. Der Bahnhof Wien Süßenbrunn und die Haltestellen Helmahof und Silberwald werden barrierefrei ausgebaut. In den Bahnhöfen Wien Süßenbrunn, Deutsch-Wagram und Strasshof werden die Gleisanlagen erneuert und umgebaut.

### Abschnitt Nord
Für den Nordabschnitt sind Einreichplanung und Genehmigungsverfahren noch nicht beendet. Mit den Bau- und Errichtungsarbeiten soll voraussichtlich 2024 begonnen werden können. Entwässerung, Unter- und Oberbau, Oberleitungen, Stromversorgung und Sicherheitstechnik sollen erneuert werden. Der Nordabschnitt von Gänserndorf bis Stillfried soll mit einer Höchstgeschwindigkeit von 160 km/h befahren werden können. Von Stillfried bis zur Staatsgrenze bei Břeclav soll die Höchstgeschwindigkeit auf 200 km/h angehoben werden. Sämtliche Bahnhöfe und Haltestellen sollen modernisiert und barrierefrei werden. Im Bereich des Matzner Waldes ist eine Wildbrücke geplant, um die Trennwirkung der Bahntrasse für die Wildtiere zu reduzieren.

## Betrieb

### Personenverkehr
Auf der Nordbahn verkehren zwischen Wien Süßenbrunn und Břeclav Fernverkehrszüge, die Graz, Wiener Neustadt und Wien u. a. mit Brünn/Brno, Prag/Praha, Berlin, Dresden, Gdynia, Katowice, Przemyśl und Warszawa/Warschau verbinden.
Nordbahn-Fernverkehrszüge von Wien Hauptbahnhof kommend nützen zunächst die Ostbahn biegen dann nach Norden zur Laaer Ostbahn (Wien Simmering, Wien Stadlau) und erreichen in Wien Süßenbrunn mittels einer Schleife die kreuzende Nordbahn. Die Traktion der FV-Züge erfolgt mit Lokomotiven der Baureihe 1116, der Baureihe 1216, ČD-Baureihe 380 und Siemens Vectron (DB-Baureihe 193).
Im Regionalverkehr verkehren auf der Nordbahn (inkl. S-Bahn-Stammstrecke) im 30-Minuten-Takt Züge der S-Bahn-Linie S 1 (Wien Meidling–Gänserndorf), weiters in unterschiedlichen Abständen Regionalzüge von Payerbach-Reichenau oder Wiener Neustadt Hbf an der Südbahn nach Bernhardsthal oder Lundenburg / Břeclav. S-Bahn-Züge werden mit Garnituren der Baureihe 4020, der Baureihe 4024 und seit 2016 auch mit dem cityjet geführt, Regionalzüge bestehen aus einer Lok der Baureihe 1116 (Züge nach Bernhardsthal mit einer 1144) und „Wiesel“-Doppelstockwagen inklusive Steuerwagen.
Seit Dezember 2014 verkehren in einer Kooperation der ÖBB mit den Tschechischen Staatsbahnen täglich im Zwei-Stunden-Takt railjets direkt von Praha hlavní nádraží (Prag Hauptbahnhof) über Wien Hauptbahnhof nach Graz Hauptbahnhof. Sieben Garnituren stellen ČD, drei kommen von den ÖBB. Die Fahrzeit für die 618 Kilometer lange Strecke beträgt 6 Stunden und 53 Minuten. Vom 16. Juni 2020 bis zum Dezember 2023 wurde mit dem Railjet-Zugpaar 256/257 auch eine durchgehende Verbindung von Graz Hbf nach Berlin angeboten.

### Güterverkehr
Der Güterverkehr der Nordbahn besteht fast zur Gänze aus Rohstofftransporten aus Tschechien und Polen zu österreichischen Kraftwerken, zum Beispiel zum Kraftwerk Dürnrohr an der Tullnerfelder Bahn, und der Rückführung der leeren Wagen. Wegen der unterschiedlichen Netzspannung werden die Güterzüge ausschließlich mit Lokomotiven der Baureihe 1116 bespannt, die beide Spannungen aufnehmen kann; in Ausnahmefällen muss eine Lok der Baureihe 1063 einspringen.
Güterzüge werden, von Norden kommend, von Wien Süßenbrunn wie Fernzüge zumeist über die Wiener Stadtstrecke der Laaer Ostbahn und über eine Schleife zum Zentralverschiebebahnhof Wien-Kledering geführt, Züge nach Dürnrohr über die Floridsdorfer Hochbahn, Stockerau, Absdorf-Hippersdorf und Tulln an der Donau.